# Gribaja
Gribaja je rječica u Bosni i Hercegovini. 
Desna je pritoka Spreče. Vodotok Gribaje spada u vodne površine na području Grada Tuzle. Izvire podno vrha Stolice (915 m). Teče prema zapadu kroz Seljublje i Čaklovinu, kod koje skreće prema jugu. U Babinoj Luci se u nju slijeva ulijeva Hrašljanka. Dalje teče ka jugozapadu kroz Kundakoviće, Kikače i Tojšiće. Nedaleko od Jeginova Luga skreće jugozapadnije. Južno od zračne luke u Gornjim Dubravama ulijeva se u Spreču.